# Gunungpayung
Gunungpayung is een bestuurslaag in het regentschap Temanggung van de provincie Midden-Java, Indonesië. Gunungpayung telt 1342 inwoners (volkstelling 2010).